# Pierre Raffin
Pierre René Ferdinand Raffin OP (ur. 13 lutego 1938 w Nancy, zm. 2 lutego 2024 w Metzu) – francuski duchowny katolicki, biskup Metzu w latach 1987–2013.

## Życiorys
Święcenia kapłańskie otrzymał 5 lipca 1964.

## Episkopat
4 sierpnia 1987 papież Jan Paweł II mianował do biskupem ordynariuszem diecezji Metzu. Sakry biskupiej udzielił mu 11 października 1987 ówczesny arcybiskup Strasbourga- Charles Brand.
27 września 2013 papież Franciszek przyjął jego rezygnację z pełnionego urzędu złożoną ze względu na wiek.